# L'Aviateur
Pour les articles homonymes, voir L'Aviateur (homonymie).
L'Aviateur est la première nouvelle de l'écrivain français Antoine de Saint-Exupéry.
En 1926, Antoine de Saint-Exupéry la publie dans le Navire d'argent, la revue dont Jean Prévost est secrétaire de rédaction.

## Caractéristiques
La force du récit de Saint Exupéry tient profondément à la richesse de tons avec lesquels il décrit ses impressions. Il a volé dès son plus jeune âge. Cette expérience du vol et ses qualités d'écrivains matérialisent les impressions que les aviateurs, surtout en ces débuts de l'aéronautique, ont pu ressentir :
« Battue par le vent de l'hélice, l'herbe jusqu'à vingt mètres en arrière semble couler. Le pilote, d'un mouvement de son poignet, déchaîne ou retient l'orage.
Le bruit s'enfle maintenant dans les reprises répétées jusqu'à devenir un milieu dense, presque solide, où le corps se trouve enfermé. Quand le pilote le sent combler en lui tout ce qu'il y a d'inassouvi, il pense : « C'est bien » puis, du revers des doigts, frôle la carlingue : rien ne vibre. Il jouit de cette énergie si condensée.
Il se penche : « Adieu mes amis... » Pour cet adieu dans l'aube ils traînent des ombres immenses. Mais au seuil de ce bond de plus de trois mille kilomètres, le pilote est déjà loin d'eux :... Il regarde le capot noir appuyé sur le ciel, à contre-jour, en obusier. Derrière l'hélice un paysage de gaze tremble.
Le moteur tourne maintenant au ralenti. On dénoue les poignées de main comme des amarres, les dernières. Le silence est étrange quand on agrafe sa ceinture et les deux courroies du parachute, puis quand d'un mouvement des épaules, du buste on ajuste à son corps la carlingue. C'est le départ même : dès lors on est d'un autre monde.
Un dernier coup d'œil au tablier, horizon de cadrans, étroit mais expressif — on ramène, soigneux, l'altimètre au zéro — un dernier coup d'œil aux ailes épaisses et courtes, un signe de la tête : « Ça va... », le voilà libre.
Ayant roulé lentement vent debout il tire à lui la manette des gaz, le moteur, décharge de poudre, s'embrase, l'avion, happé par l'hélice; fonce. Les premiers bonds sur l'air élastique s'amortissent et le pilote, qui mesure sa vitesse aux réactions des commandes, se propage en elles, se sent grandir. »
La matérialisation des impressions est remarquable dans la description qu'il nous fait de l'installation du pilote dans son avion. Il devient centaure, il ne fait qu'un avec sa machine : « Le silence est étrange quand on agrafe sa ceinture et les deux courroies du parachute, puis quand d'un mouvement des épaules, du buste on ajuste à son corps la carlingue. »
Il joue encore de métaphores en comparant le vent de l'hélice à une rivière par la description des mouvements de l'herbe : « Battue par le vent de l'hélice, l'herbe jusqu'à vingt mètres en arrière semble couler. » Plus loin cette description de la sensation physique de l'air devenu solide, « Il regarde le capot noir appuyé sur le ciel ». C'est exactement ce qu'on ressent au travers des commandes, manche et palonniers, lorsque la vitesse de l'avion est suffisamment grande.
Sans être une œuvre majeure, L'Aviateur, révèle déjà la qualité et l'humanisme  de l'écrivain qui atteindra à l'universel avec Le Petit Prince.